# ヴィヴィアナ・デュランテ
ヴィヴィアナ・デュランテ（Viviana Durante 、1967年5月8日 - ）は、イタリアのバレエダンサーである。高度な技術と古典的な優雅さ、そしてドラマティックな演技力を兼ね備えたダンサーで、イギリスのロイヤル・バレエ団でプリンシパルを務め、シルヴィ・ギエム、ダーシー・バッセルなどとともに1990年代のロイヤル・バレエ団の隆盛を支えた
。ロイヤル・バレエ団在団中から世界各国でゲスト・ダンサーとしても活動し、アメリカン・バレエ・シアター、ミラノ・スカラ座バレエ団、Kバレエカンパニーなどに客演した。夫は歴史家・伝記作家のナイジェル・クリフ。

## 経歴
ローマ生まれ。バレエを始めたのは6歳のときだった。『眠れる森の美女』の「白い猫」役を踊ったデュランテは、その才能をガリーナ・サムソワに認められて外国でバレエを学ぶことになった。ロンドンに行くかレニングラード（当時）に行くかで迷った末に、10歳のとき、英国王立バレエ学校に留学した。留学の1年後、イギリスのテレビ局テムズ・テレビジョン（en:Thames Television ）が彼女を題材としたドキュメンタリー『I Really Want to Dance』（私は本当に踊りたい）を制作している。在学中の1984年にローザンヌ国際バレエコンクールに出場し、キャッシュ・プライズを獲得している。
同年に同校を卒業し、ロイヤル・バレエ団に入団した。デュランテが入団した頃のロイヤル・バレエ団は、技術水準の向上を図るという当時の芸術監督アンソニー・ダウエルの方針によって新進ダンサーの登用を行っていたため、早くから大役を与えられることになった。1986年にファースト・アーティストに昇格した後、1987年の『白鳥の湖』公演中、負傷した主役ダンサーの代役としてまだ習っていなかったオデット役を急遽踊って好評を博し、同年19歳でソリストに昇格した。クラシック・バレエの名作を次々とレパートリーに加えて芸域を広げ、1989年、フレデリック・アシュトン振付の『オンディーヌ』を踊って21歳で同団の当時最年少プリンシパルとなった。1989年、当時の最年少受賞者としてイヴニング・スタンダード賞を獲得した。
デュランテはバレエダンサーとしてはかなり小柄な部類に属するが身体能力は高く、クラシック・バレエのアカデミックな規範と技法を完全に身に着けていた。柔軟性に富んだ身体に加え、強靭な脚と背筋を生かして正確な足さばきや高度なバランス技を見せ、一連の踊りの中での一瞬のポーズが際立った印象を残す踊り手だった。一方で、デュランテについては表現や解釈が冷たいという批判が見受けられた。
1990年代に入ると、大きな転機が訪れた。ボリショイ・バレエ団から移籍してきたイレク・ムハメドフとのパートナーシップを築き、『マノン』、『ロメオとジュリエット』などに代表されるケネス・マクミラン作品で演技力や表現に大きな進歩を見せた。ムハメドフの力強く的確なサポートによってデュランテの小さな体が宙に舞いあがると、振付家の意図した効果が最大限に発揮されてマノンやジュリエットの感情や恋愛を生き生きと描き出し、バレエファンから高く評価された。この時期はロイヤル・バレエ団にとって隆盛の時期であり、デュランテはシルヴィ・ギエム、ダーシー・バッセルなどとともに団を代表する女性ダンサーであった。
ロイヤル·バレエ団での主なレパートリーは、『ジゼル』のタイトルロール、『ラ・バヤデール』のニキヤ、『白鳥の湖』のオデット＝オディール、『ドン・キホーテ』のキトリ、『眠れる森の美女』のオーロラ姫などのロマンティック・バレエやクラシック・バレエの諸作品の他、マクミラン振付『うたかたの恋』のマリー、『ロメオとジュリエット』のジュリエット、『マノン』『アナスタシア』のタイトルロール、アシュトン振付『オンディーヌ』『真夏の夜の夢』のタイターニア、『シンフォニック・ヴァリエーション』『タイス・パ・ド・ドゥ』『バレエの情景』、ジョージ・バランシン振付『ミューズを率いるアポロ』『シンフォニー・イン・C』『バレエ・インペリアル』など、近現代の作品まで幅広かった。初演キャストとなった主な作品としては、マクミラン振付『三人姉妹』（1991年）のイリーナ、『ユダの木』（1992年）の唯一の女性キャスト、デヴィッド・ビントリー振付『シラノ』（1991年）やアシュレイ・ペイジ振付『ときに物憂く、ときに激しく…』（1996年）などがある。
1999年、突然ロイヤル・バレエ団を退団した。退団の原因となったのは、『マノン』のリハーサル中にサポートに関してパートナーのブルース・サンソムと諍いを起こしたことであった。2人の諍いに対して、ロイヤル・バレエ団側はデュランテのみに責任を負わせて予定されていた日本ツアー公演メンバーから外したため、彼女は団から退いた。ロイヤル・バレエ団側がサンソムに肩入れしたのは、彼が将来団の芸術監督になりうる人材だったためだったといわれる。
ロイヤル・バレエ団退団後はロンドンを拠点とするフリーランスのバレエダンサーとなって、アメリカン・バレエ・シアター、ミラノ・スカラ座バレエ団など世界各国のバレエ団に客演した。アメリカン・バレエ・シアターでは、マクミラン作品を踊る他にホセ・カレーニョと共演した『ジゼル』で高い評価を受けた。ロイヤル・バレエ団時代の同僚熊川哲也が率いるKバレエカンパニーにゲストとしてしばしば出演し、『白鳥の湖』のオデット＝オディール、『眠れる森の美女』のオーロラ姫、『ジゼル』のタイトルロール、ローラン・プティ振付『カルメン』のタイトルロール、アシュトン振付『ラプソディ』主演、『シンフォニック・ヴァリエーション』のプリンシパル、ヌレエフ版『ライモンダ』第3幕のタイトルロール、マクミラン振付『三人姉妹』のマーシャなどの主要な役柄を務めている。
私生活では歴史家・伝記作家のナイジェル・クリフと結婚し、男児をもうけた。2011年には、ローザンヌ国際バレエコンクールの審査員を務めた。バレエ指導者としても活動し、母校の英国王立バレエ学校やKバレエカンパニー傘下のKバレエスクールなどで後進の指導に当たっている。2008年にはストレートプレイに挑戦して、活躍の場をさらに広げた。